# Aedes taylori
Aedes taylori é um espécie de mosquito do Género Aedes, pertencente à família Culicidae.